# Pałac Mańkowskich w Krakowie
Pałac Mańkowskich – zabytkowy, neoklasycystyczny pałac znajdujący się w Krakowie, w dzielnicy II Grzegórzki, przy ulicy Topolowej 5, na Wesołej. 
Wzniesiony został w latach 1901–1903 według projektu Józefa Sowińskiego i Władysława Kaczmarskiego dla dr. Leona Mańkowskiego – indologa i wykładowcy sanskrytu. Przy budowie z architektami współpracował historyk sztuki Emanuel Świeykowski. Pałac ma fasadę z kolumnowym portykiem i dach mansardowy; otoczony jest ogrodem. Pierwotna dekoracja wnętrz (sztukaterie i polichromie) nawiązywała do klasycyzmu. Na frontonie od strony południowej widnieje herb Mańkowskich – Prawdzic.
Po II wojnie światowej pałac początkowo był siedzibą wojewodów krakowskich, a w latach 1950–1990 mieścił Muzeum Lenina.
W rezultacie adaptacji budynku dla potrzeb wystawienniczych zniszczono sztukaterie, polichromie i marmurowe kominki, ponadto pałac przeorientowano, dostawiając do północnej elewacji wielkoporządkowy portyk. W dachu utworzono lukarny i zmieniono ogród. W latach 70. XX w. pałac przeszedł remont konserwatorski.
Decyzją prezydenta miasta Krakowa z 28 lutego 1990 roku Muzeum Lenina przestało istnieć; rok później pałac zwrócono właścicielowi. Obecnie jest siedzibą Wojewódzkiego Sądu Administracyjnego.

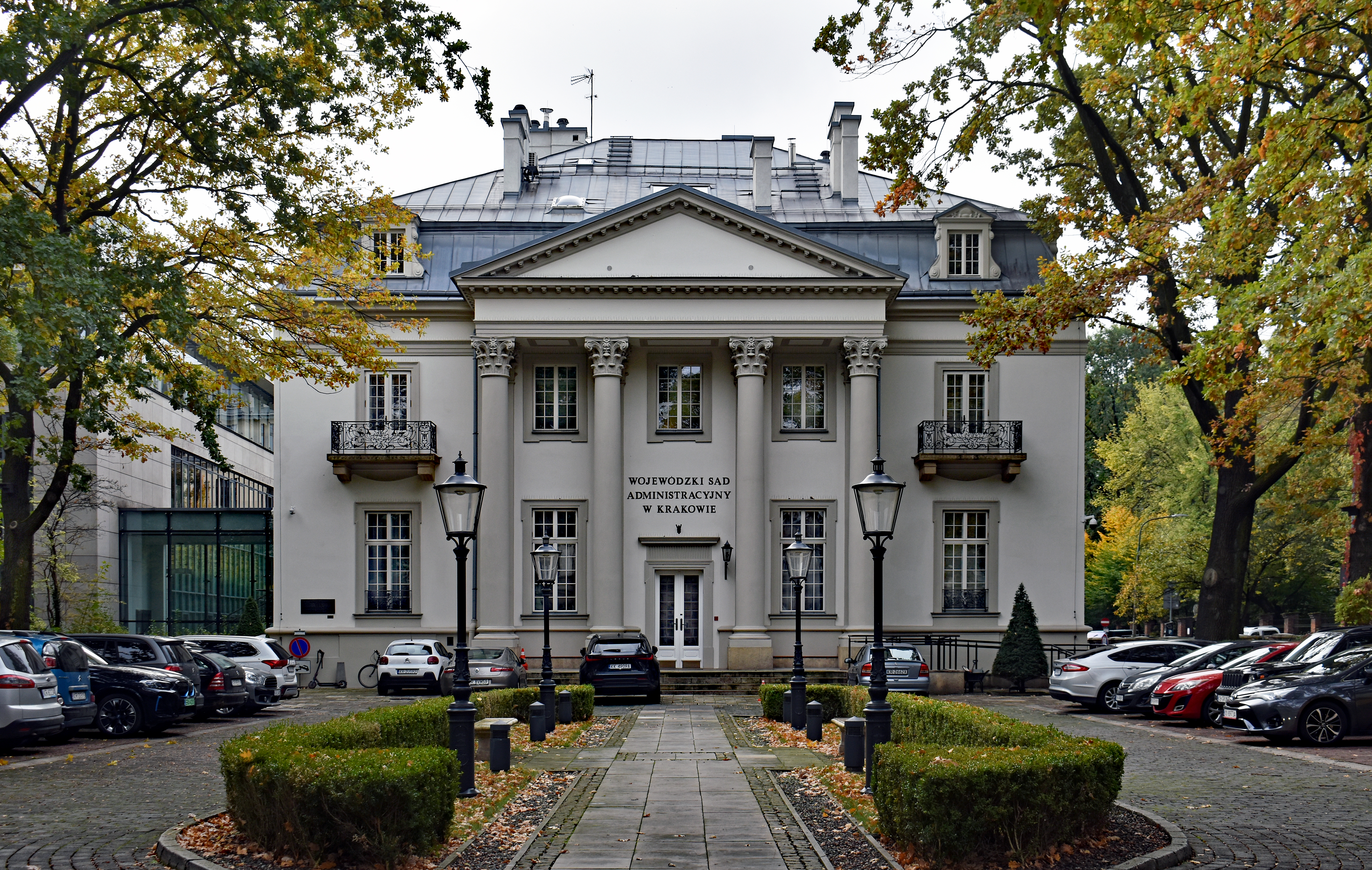
Pałac widziany z północy, od ul. Topolowej.